# Jun Dogjo
Jun Dogjo (hangul: 윤덕여, handzsa: 尹德汝, RR: Yoon Deok-yeo; 1961. március 25. –) dél-koreai válogatott labdarúgó, hátvéd és edző.

## Pályafutása

### Klubcsapatban
1984 és 1985 között a Hanil Bank csapatában játszott. 1986 és 1991 között a Hyundai Horang-i játékosa volt. 1992-ben a POSCO Atomsban bajnoki címmel fejezte be a pályafutását. 

### A válogatottban
1989 és 1991 között 31 alkalommal játszott a dél-koreai válogatottban. Részt vett az 1990-es világbajnokságon, ahogy a Spanyolország és az Uruguay elleni csoportmérkőzéseken kezdőként lépett pályára.

### Edzőként
1993-ban a Phohang Steelers csapatánál kezdett edzősködni, ahol 1996 és 1999 között az első csapatot vezetőedzője volt. 1996-ban bajnoki címig vezette az együttest és később két bajnokok ligáját (1997, 1998) nyert. 2001 és 2003 között az U17-es válogatott szövetségi edzője volt. 2004 és 2005 között az Hyundai Horang-i csapatát edzette. 2005-től 2011-ig a Kjongnam FC-nél dolgozott. 2012-ben a Csonnam Dragons technikai vezetője és megbízott edzője volt. 2013 és 2019 között a dél-koreai női válogatott szövetségi kapitánya volt és irányításával részt vettek a 2015-ös és a 2019-es világbajnokságon. 

## Sikerei, díjai

### Játékosként
POSCO Atoms
- Dél-koreai bajnok (1): 1992

Dél-Korea
- Ázsia-játékok bronzérmes (1): 1990

### Edzőként
Phohang Steelers
- Dél-koreai bajnok (1): 1996
- AFC-bajnokok ligája győztes (2): 1996–97, 1997–98
- Afro-ázsiai klubok kupája döntős (1): 1997, 1998
- Ázsiai szuperkupagyőztes (2): 1997, 1998